# Gattlin Griffith
Gattlin Tadd Griffith (nacido el 13 de noviembre de 1998) es un actor estadounidense , conocido por interpretar a Walter Collins en la película Changeling de 2008 dirigida por Clint Eastwood, ha trabajado con actores como Kevin Costner, Angelina Jolie o Ivana Baquero. Hijo de Tad y Wendy Griffith y hermano mayor de Callder, Arrder y Garrison Griffith. Actualmente vive con su familia en Agua Dulce (California) y participa en la tradición familiar de montar en caballos españoles igual que en la antigua Roma.

## Carrera
Ha participado en varias series de televisión como Supernatural y Mentes criminales, entre otras. Sus últimos trabajos en el cine han sido Labor Da y Under the Bed, interpretando al hermano de Johnny Weston, un papel protagonista.
Ha trabajado bajo la dirección del director y guionista español Luis Berdejo en The New Daughter interpretando a Sam James, el hermano menor de Louisa (Ivana Baquero) e hijo del escritor John James (Kevin Costner).
También participó en Linterna Verde, una adaptación al cine del famoso cómic de DC en la que interpreta a Hal Jordan cuando tenía doce años.

### Filmografía
| Año  | Título                  | Rol                       | Notas           |
| ---- | ----------------------- | ------------------------- | --------------- |
| 2002 | Reckoning               | Baby                      |                 |
| 2008 | Changeling              | Walter James Collins, Jr. |                 |
| 2009 | Uncorked                | Lucas "Luke" Browning     |                 |
| 2009 | Couples Retreat         | Robert                    |                 |
| 2009 | The New Daughter        | Samuel "Sam" James        |                 |
| 2010 | Blood Done Sign My Name | Timothy "Tim" Tyson       |                 |
| 2010 | The River Why           | Bill Bob                  |                 |
| 2011 | Linterna Verde          | Young Harold "Hal" Jordan |                 |
| 2012 | Under the Bed           | Paulie Hausman            | Post-Production |
| 2013 | Labor Day               |                           | Pre-Production  |

### Television
| Año  | Serie                    | Rol                     | Notas                                 |
| ---- | ------------------------ | ----------------------- | ------------------------------------- |
| 2006 | Untold Stories of the ER | Brian Bogert            | Life and Limb                         |
| 2007 | Cold Case                | Clayton "Clay" Hathaway | Offender                              |
| 2007 | How I Met Your Mother    | Boy                     | Something Blue                        |
| 2007 | Monk                     | Matthew                 | Mr. Monk and the Wrong Man            |
| 2008 | Unhitched                | Helmet Boy              | Conjoined Twins Pitch No-Hitter       |
| 2008 | Eli Stone                | Young Eli Stone         | Happy Birthday, Nate                  |
| 2009 | Eleventh Hour            | Nicholas "Nicky" Harris | Miracle                               |
| 2009 | Without a Trace          | Travis Feretti          | Undertow                              |
| 2009 | Supernatural             | Jesse Turner            | I Believe the Children Are Our Future |
| 2010 | Castle                   | Tyler Donegal           | Murder Most Fowl                      |
| 2010 | Criminal Minds           | Robert Brooks           | Into the Woods                        |

También ha hecho diferentes spots publicitarios como:
- Home depot
- Yamaha
- Mass mutual
- Disney´s parks
- Burger king (2009): 3 anuncios